# 종이꽃 (2020년 영화)
"종이꽃"은 2020년에 개봉한 대한민국의 영화이다.

## 캐스팅
- 안성기 : 윤성길 역
- 유진 : 고은숙 역
- 김혜성 : 윤지혁 역
- 장재희 : 강노을 역
- 이석 : 김명식 역
- 정찬우 : 장한수 역
- 김세동 : 강씨 역
- 나종민 : 동욱 역
- 조현재 : 대철 역
- 고윤후 : 민용 역
- 옥주리 : 간병인 역
- 이한샘 : 박서기 역
- 조선묵 : 양 시장 역
- 이창우 : 차 국장 역
- 조규태 : 조 국장 역
- 성진경 : 성 과장 역
- 손병현 : 손 과장 / 부유한 유족남 역
- 김병준 : 사무관 1 / 동사무소 직원 1 역
- 조은비 : 사무관 2 역
- 안희성 : 주사보 역
- 최민지 : 최서기 / 청소센터 여직원 역
- 이원재 : 법원남자 역
- 이배 : 법원직원 1 역
- 양성욱 : 법원직원 2 역
- 하혜승 : 선생님 역
- 김정수 : 성길친구 역
- 박지훈 : 청소센터 사장 역
- 임영우 : 청소센터 직원 1 역
- 이섬 : 청소센터 직원 2 역
- 손성찬 : 홍 사장 역
- 권귀빈 : 동사무소 여직원 역
- 양지일 : 공무원 역
- 송예진 : 동사무소 직원 2 역
- 황인준 : 우체부 역
- 강정웅 : 태훈 역
- 이인규 : 건물주 역
- 조현민 : 이사짐센터 사장 역
- 송주하 : 광주소녀 역
- 박덕수 : 포장마차 손님 1 역
- 유영민 : 포장마차 손님 2 역
- 임유진 : 부유한 유족여 1 역
- 문연숙 : 부유한 유족여 2 역
- 최선중 : 가난한 유족남 역
- 김경주 : 가난한 유족여 역
- 김민석 : 해피엔딩 사진사 역
- 고미재 : 장례식 유족 역
- 신용재 : 장례식 유족 역
- 김강민 : 장례식 조문객 역
- 김무원 : 장례식 조문객 역
- 손정춘 : 병원 면회객 역
- 장성숙 : 병원 면회객 역
- 어승훈 : 벤치연인남 역
- 김고은 : 벤치연인여 역
- 최상 : 발표하는 아이 역
- 문희경 : 민 여사 역 (특별출연)

## 수상
- 2019년 제24회 부산국제영화제 후보 한국영화의 오늘 - 파노라마
- 2019년 제45회 서울독립영화제 후보 특별초청 - 장편
- 2019년 제15회 제주영화제 후보 제주유랑극장
- 2020년 제53회 휴스턴국제영화제 수상 남우주연상 (안성기), 백금상 - 외국어상 (고훈)